# Karlskoga kallbadhus

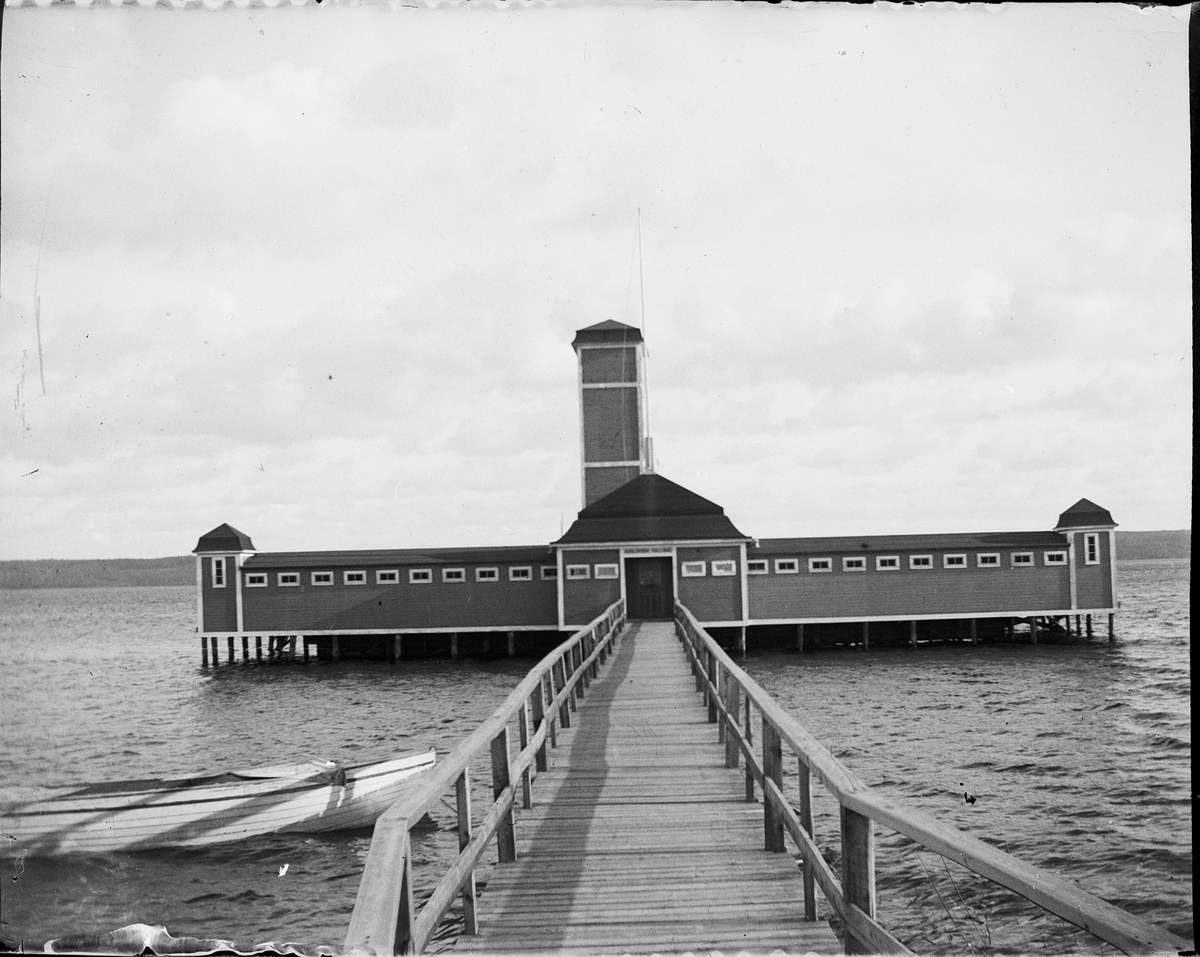
Kallbadhuset i Karlskoga

Karlskoga kallbadhus, uppfört 1918 och rivet 1927, var ett kallbadhus med ett tillhörande hopptorn på tio meter. Det låg på Näset i Karlskoga. Anläggningen inkluderade en 60 meter lång brygga och flera badhytter. Bryggan som ledde ut till kallbadhuset förstördes av isen 1927, vilket ledde till att anläggningen revs. Dock finns fundamentet av det tidigare hopptornet fortfarande kvar.